# Aeroporto di Brjansk
L'aeroporto di Brjansk (in russo Аэропорт Брянск? in inglese: Bryansk International Airport) conosciuto anche come l'aeroporto Oktjabr'skij è un aeroporto internazionale situato a 5 chilometri a sud-ovest della città di Brjansk, nell'Oblast di Brjansk, nella Russia europea al confine con Ucraina e Bielorussia.

## Posizione geografica
L'aeroporto di Brjansk è situato sulla rotta aerea internazionale R22 che collega la Russia - Europa - Medio Oriente.
L'aeroporto di Brjansk serve la popolazione di circa 4 milioni di persone dell'Oblast' di Brjansk, dell'Oblast' di Orël, dell'Oblast' di Kaluga, dell'Oblast' di Smolensk, e la parte di popolazione dell'Voblast di Homel in Bielorussia e dell'Oblast di Černigov in Ucraina.
L'aeroporto di Brjansk dista 2000 km da Roma, 2800 km da Barcellona, 3800 km da Dubai, 2600 km da Hurghada.
L'aeroporto di Brjansk è equivalente distante da Mosca (Russia) - 400 km, da Minsk (Bielorussia) - 550 km, e da Kiev (Ucraina) - 500 km.

## Storia
- 1927 - l'apertura dell'aeroporto militare a Brjansk.
- 1934 - l'apertura dell'aeroporto civile a Brjansk sulla linea Mosca-Kiev per la manutenzione tecnica e il rifornimento degli aerei.
- 1994 - l'apertura dell'aeroporto e del nuovo complesso aeroportuale di Brjansk vicino alla cittadina Oktjabrskij.
- Settembre 1995 - l'aeroporto di Brjansk diventa internazionale.
- Giugno 1996 - il primo volo internazionale Brjansk-Varna è stato effettuato con un Antonov An-24.
- Luglio 1997 - il primo volo internazionale Brjansk-Burgas della compagnia aerea Brjansk-Avia è stato effettuato con un Yakovlev Yak-40.
- 1997 - l'apertura dei voli internazionali dell'Aeroflot Brjansk-Istanbul, Brjansk-Burgas con gli aerei Tupolev Tu-134, l'apertura della linea cargo Brjansk-Istanbul.
- 1998 - il primo Tupolev Tu-154 arriva a Brjansk.
- 1999 - l'apertura dei voli cargo internazionali sulla linea Brjansk-Cina.

## Dati tecnici
L'aeroporto di Brjansk è dotato attualmente di una pista attiva di classe C. La lunghezza della pista attiva è di 2 400 m x 85 m.
Il peso massimo degli aerei al decollo è di 198 tonnellate.
L'aeroporto è equipaggiato per la manutenzione, l'atterraggio/decollo degli aerei: Antonov An-12, Antonov An-24, Embraer 120, Yakovlev Yak-40, Yakovlev Yak-42, Ilyushin Il-76, Tupolev Tu-154, Tupolev Tu-204, Boeing 737-400/500, Ilyushin Il-114, Tupolev Tu-334, Antonov An-140 e di tutti gli aerei di classe inferiore.
I parcheggi per gli aerei passeggeri disponibili attualmente sono 157 m x 160 m, i parcheggi per gli aerei cargo disponibili attualmente all'aeroprto sono 105 m x 60 m.
L'aeroporto internazionale di Brjansk è aperto 24 ore al giorno.

## Strategia
La posizione dell'aeroporto permette di effettuare i voli Brjansk-Europa-Brjansk con il rifornimento a Brjansk per gli aerei provenienti dalla Russia settentrionale e dalla parte asiatica della Russia e dalla Cina.
L'aeroporto di Brjansk è un aeroporto internazionale visto la sua posizione strategica favorevole va utilizzato principalmente come:
- un aeroporto di transito tecnico per il rifornimento del carburante degli aerei,
- un aeroporto di confine per tutte le procedure doganali e di frontiera necessarie e previste in Russia,
- un aeroporto di transito per i voli nazionali ed internazionali.

All'aeroporto di Brjasnk è previsto un rafforzamento del Terminal cargo e del Terminal Passeggeri con la costruzione dei nuovi posti parcheggio per gli aerei in transito.

## Collegamenti con Brjansk
L'aeroporto di Brjansk si trova a circa 5 km dal centro cittadino ed è raggiungibile con la linea suburbana del trasporto pubblico (spesso irregolare e soggetta a soppressioni) oppure con i numerosi taxi che partono dalla Stazione di Brjansk delle Ferrovie russe.